# Marie Vierdag
Marie Vierdag dite Rie Vierdag, née le 22 septembre 1905 à Amersfoort et morte le 17 juillet 2005 à Amsterdam, est une nageuse néerlandaise.

## Biographie
Elle participe aux Jeux olympiques d'été de 1924, 1928 et 1932. Elle gagne une médaille d'argent dans le relais 4 × 100 m nage libre en 1932.

## Palmarès

### Championnats d'Europe
- Championnats d'Europe 1927 à Bologne ( Italie)
  -  Médaille d'or du 100 m nage libre.
  -  Médaille d'argent du relais 4 × 100 m nage libre.
- Championnats d'Europe 1931 à Paris ( France)
  -  Médaille d'or du relais 4 × 100 m nage libre.